# Атгхария (подокруг)
Атгхария (бенг. আটঘোরিয়া, англ. Atgharia) — подокруг на северо-западе Бангладеш. Входит в состав округа Пабна. Административный центр — город Атгхария. Площадь подокруга — 186,15 км². По данным переписи 1991 года численность населения подокруга составляла 124 454 человека. Плотность населения равнялась 669 чел. на 1 км². Уровень грамотности населения составлял 21,07 %. Религиозный состав: мусульмане — 97,25 %, индуисты — 2,59 %, прочие — 0,16 %.